# Église Saint-Charles-de-Monceau
L’église catholique Saint-Charles-de-Monceau  est située rue Legendre dans le 17e arrondissement de Paris, entre le parc Monceau et la gare de Pont-Cardinet.

## Historique
Eugène Homberg (1848-1925) construit en 1896 Saint-Paul-de-Monceau, sur les terrains de l'ancien château de Monceau. La propriété de l'ordre des Barnabites, dont le siège est à Milan, est louée en 1907 à des catholiques dissidents, puis érigée en paroisse le 27 octobre 1908. Le 25 décembre 1907, la chapelle est érigée en paroisse, sous le vocable Saint-Charles-de-Monceau par le  cardinal Richard de La Vergne, archevêque de Paris.
Christian Labouret, de 1908 à 1941, change la façade au style néo-roman. Le saint patron de l'édifice devient donc Charles Borromée (1538-1584), archevêque de Milan et acteur de la Contre-Réforme. Les vitraux sont réalisés par Fernand Rosey.
Elle devient plus tard la paroisse de Vincent Serralda, proche de François Ducaud-Bourget et de la Fraternité sacerdotale Saint-Pie-X naissante. Philippe Pignel, vicaire épiscopal, est chargé du catéchisme du groupe scolaire Fénelon-Sainte-Marie.

## Galerie

Extérieur
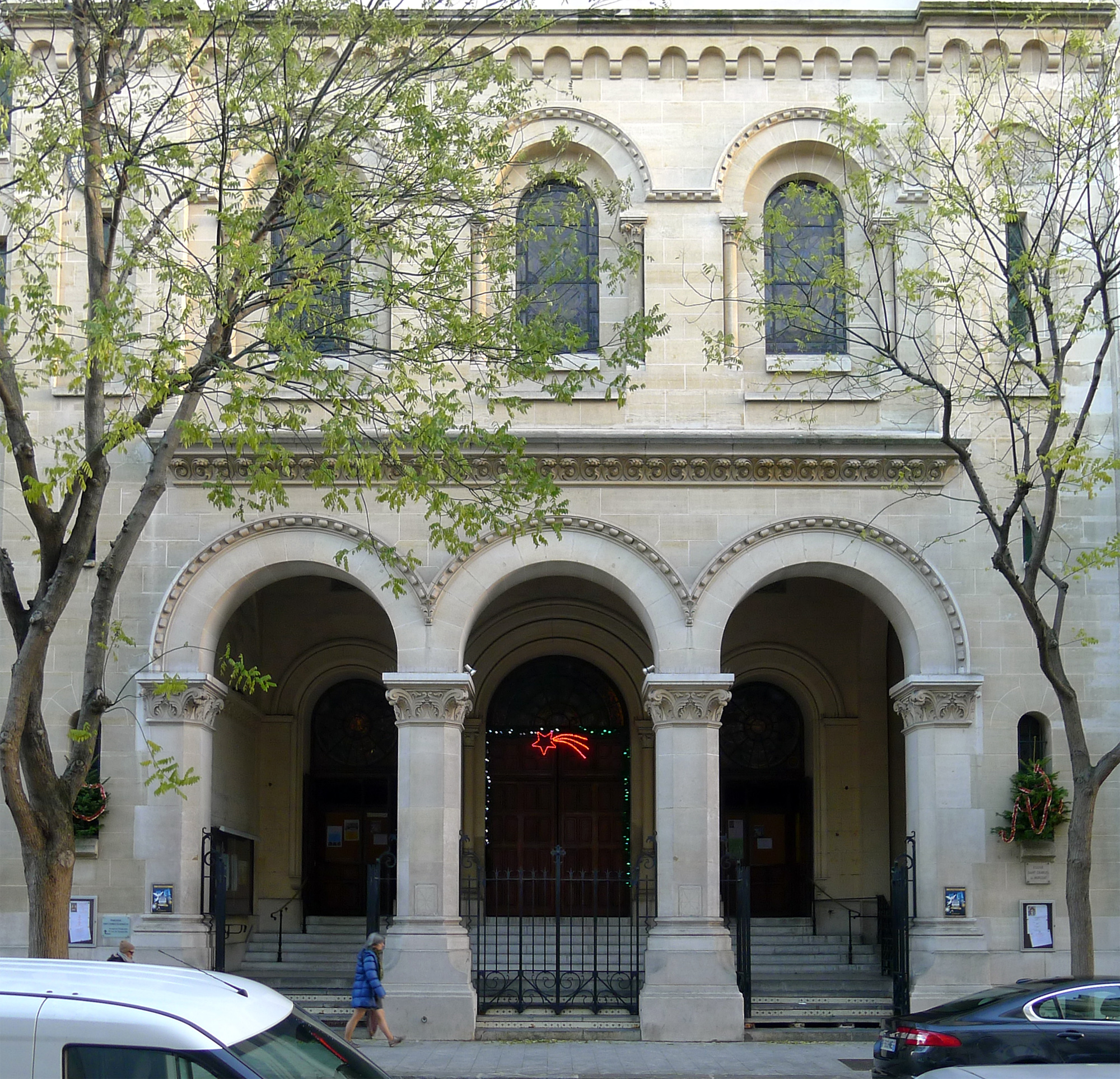
Détail du porche.

Intérieur
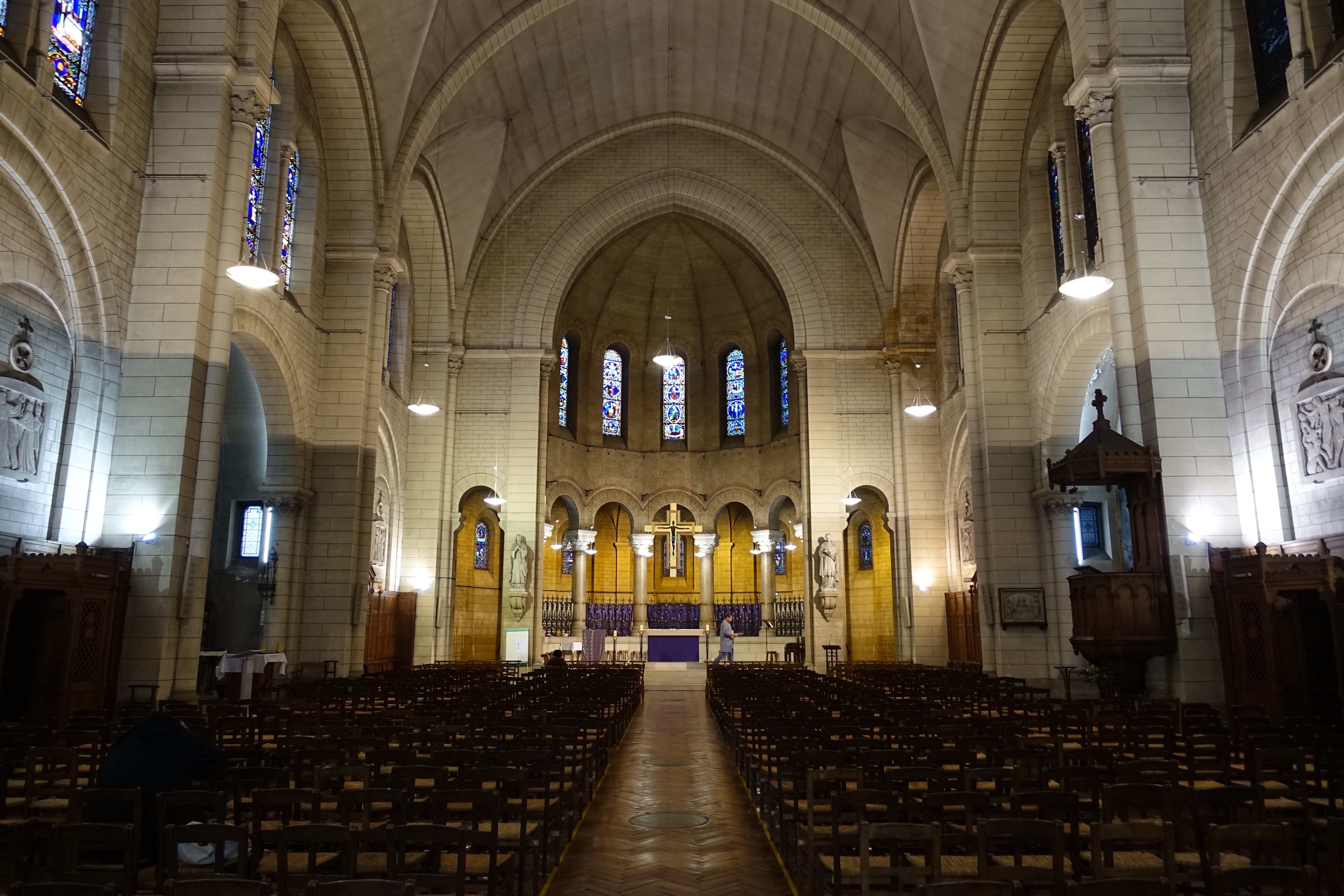
Nef.
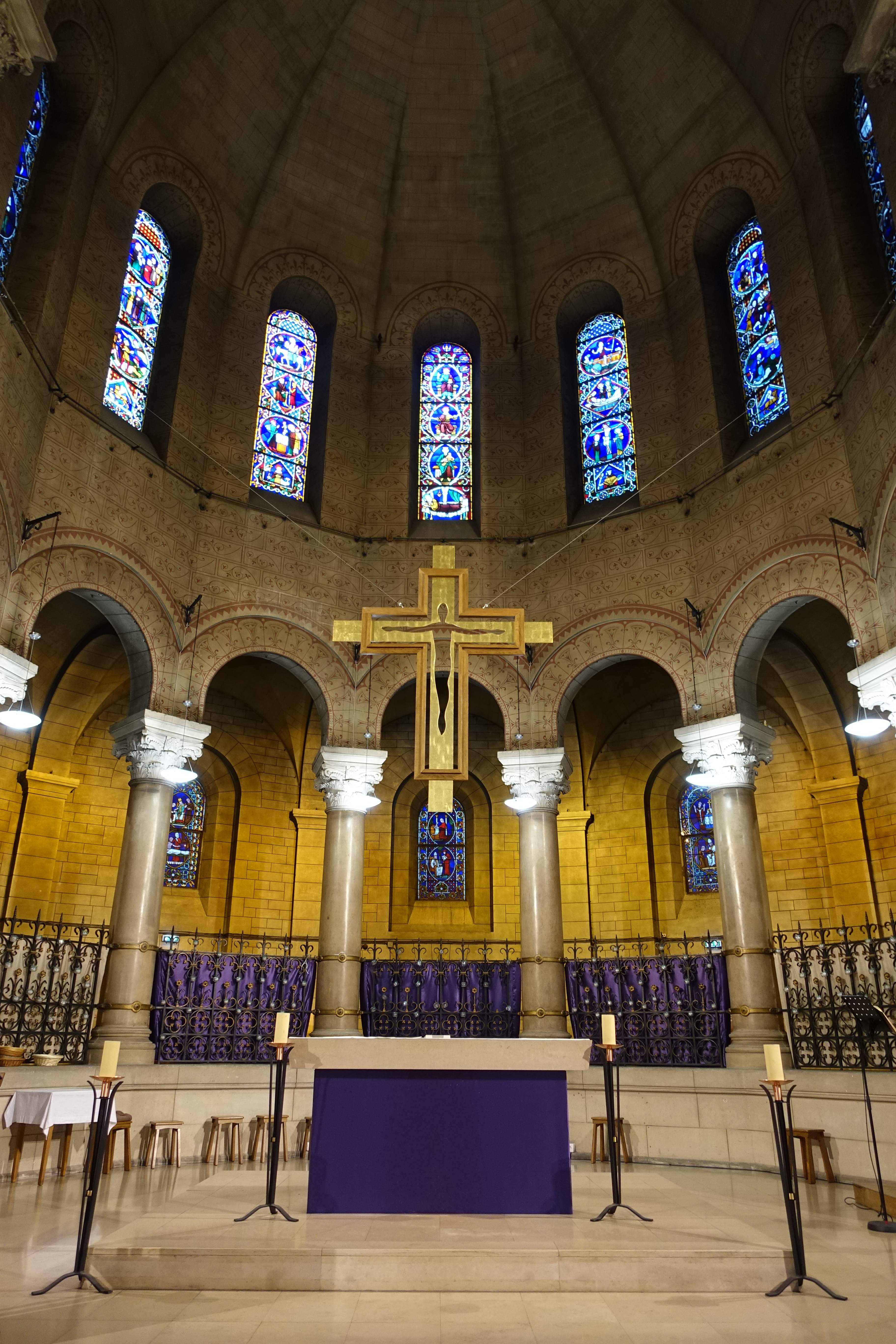
Chœur.
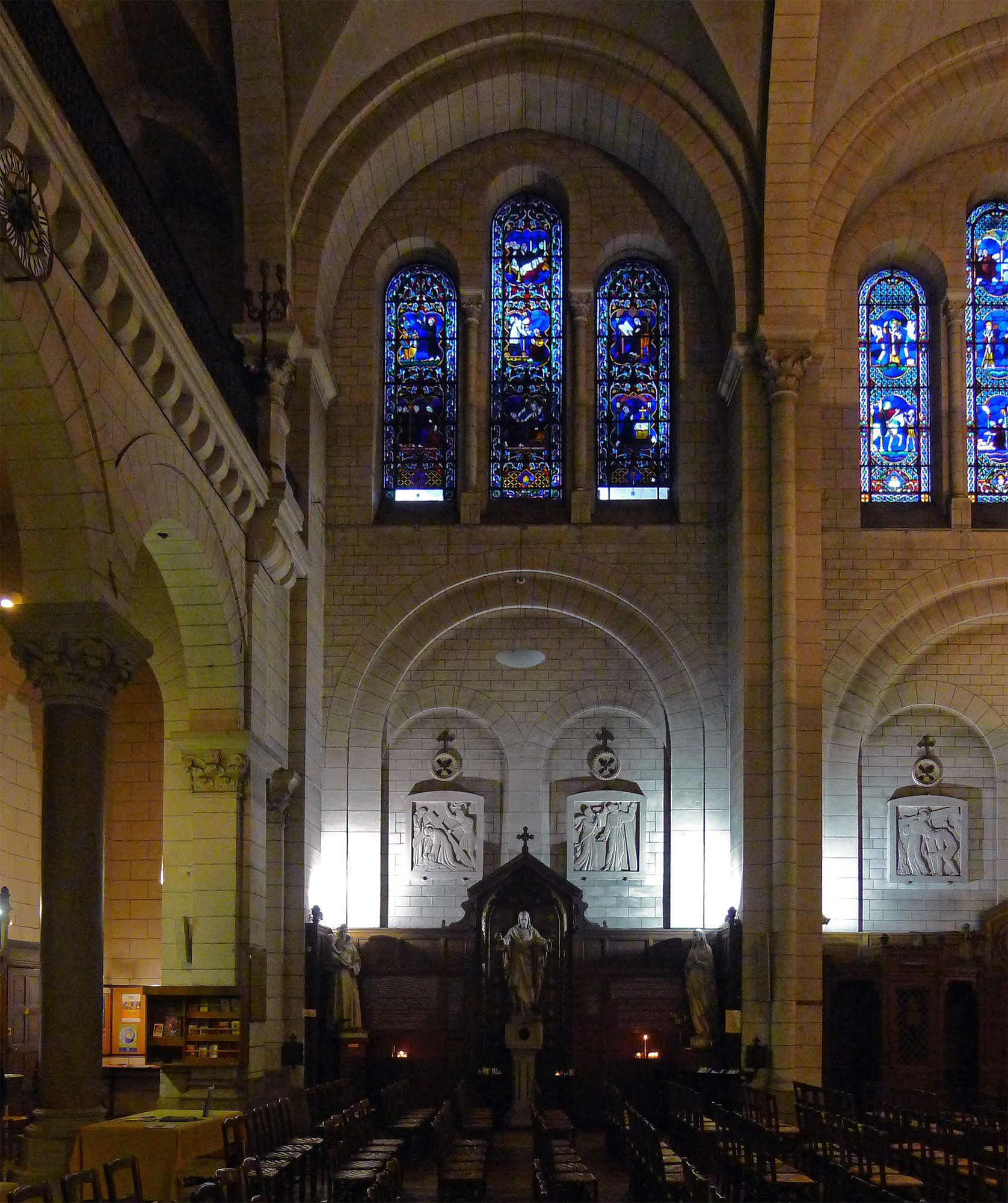
Travée.
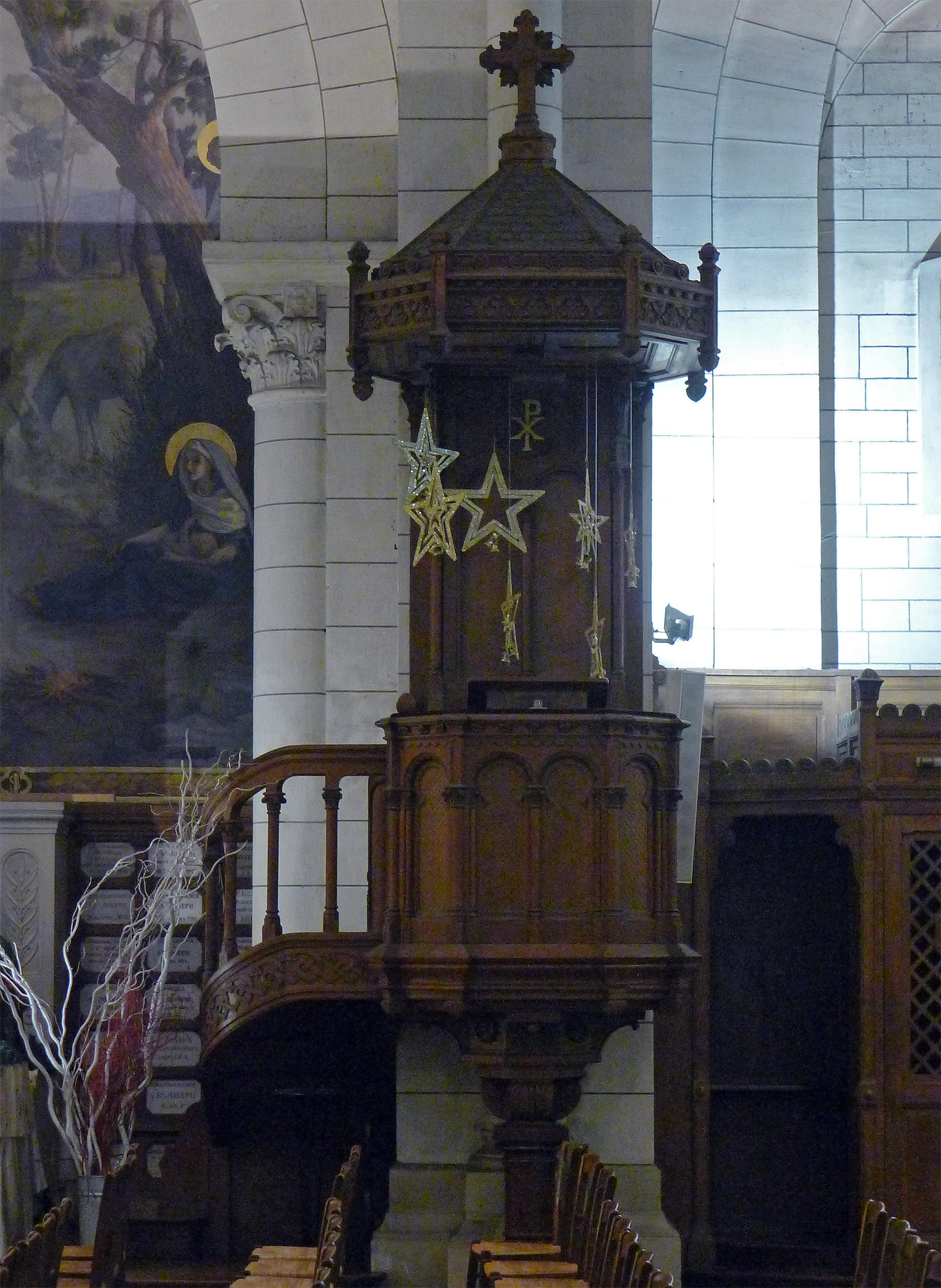
Chaire.

## Orgue
L'église possède un orgue de 1909 par le facteur Puget.
L'instrument a 32 jeux sur trois claviers manuels et un pédalier ; les transmissions sont électriques.
Composition
| Grand-Orgue 56 notes |
| Bourdon 16'          |
| Bourdon 8'           |
| Montre 8'            |
| Salicional 8'        |
| Prestant 4'          |
| Plein-jeu III        |

| Positif 56 notes |
| Principal 8'     |
| Flûte 8'         |
| Flûte 4'         |
| Nasard 2' 2/3    |
| Doublette 2'     |
| Larigot 1' 1/3   |
| Fourniture IV    |
| Bombarde 16'     |
| Cromorne 8'      |
| Trompette 8'     |
| Clairon 4'       |

| Récit 56 notes  |
| Flûte 8'        |
| Gambe 8'        |
| Cor de nuit 8'  |
| Voix céleste 8' |
| Flûte 4'        |
| Nasard 2' 2/3   |
| Flûte à bec 2'  |
| Tierce 1' 3/5   |
| Trompette 8'    |
| Hautbois 8'     |

| Pédale 32 notes |
| Soubasse 16'    |
| Flûte 16'       |
| Flûte 8'        |
| Basse 4'        |
| Bombarde 16'    |

- Accessoires

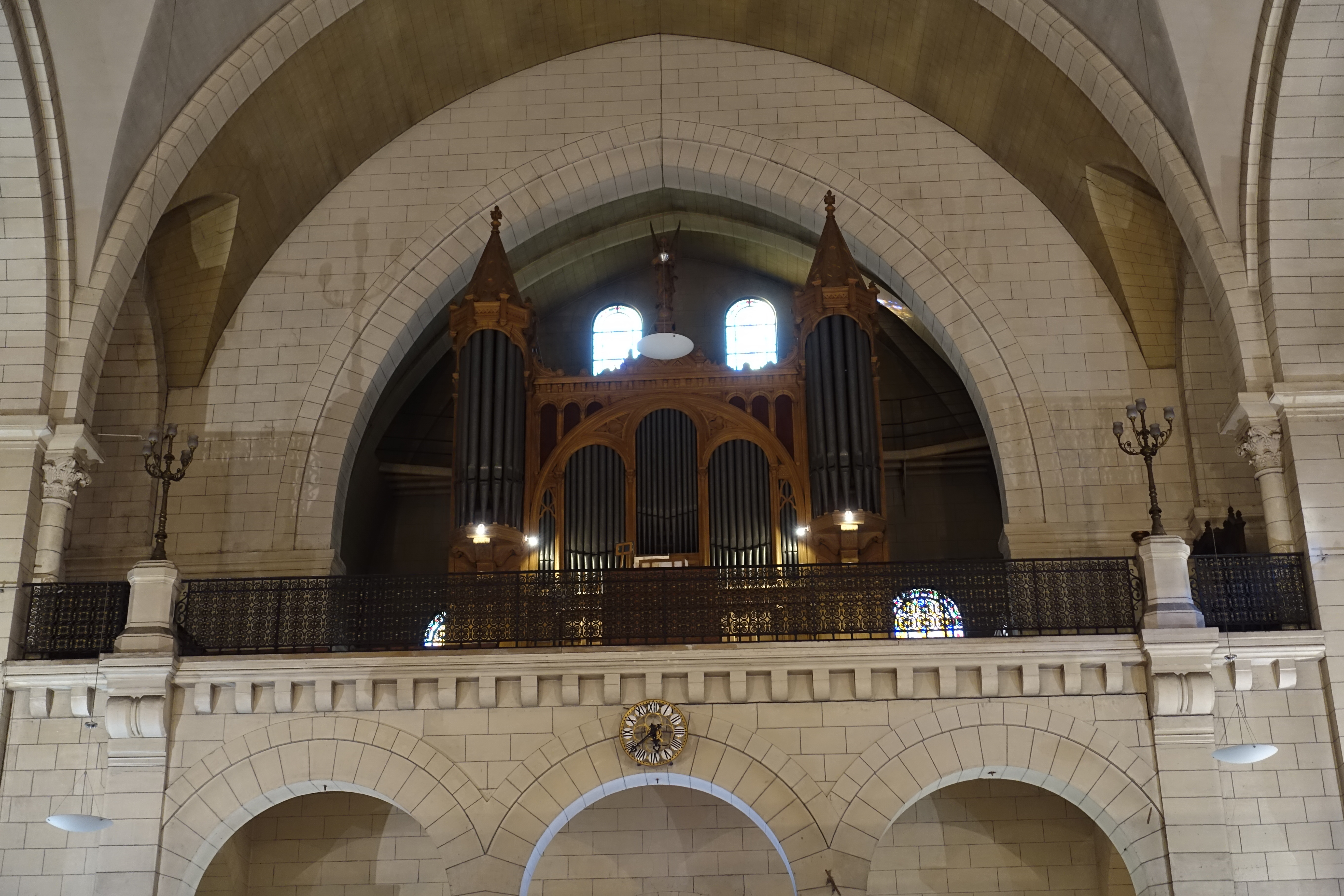
Orgue de tribune.

  - Accouplements Positis/G.O., Récit/G.O. Récit/Positif
  - Tirasses sur les trois claviers manuels
  - Trémolo au Récit
  - Appel des jeux du Grand-Orgue
  - Appel des anches sur les trois claviers manuels